# Phönizische Schrift

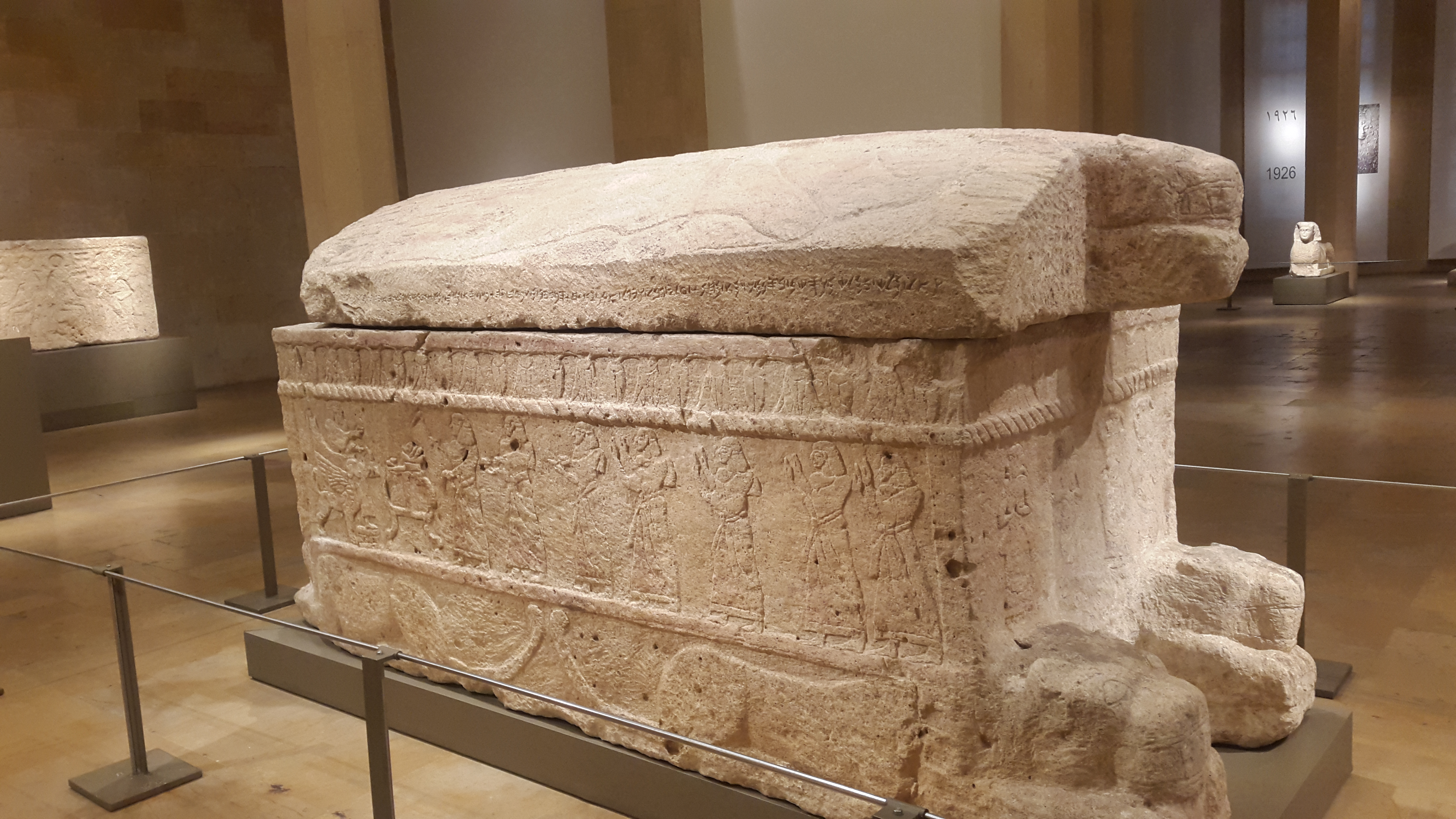
Die Inschrift am Deckel des Ahiram-Sarkophags (in Byblos-Schrift, ca. 1000 v. Chr.) gilt als eines der ältesten Zeugnisse der phönizischen Schrift.

Die phönizische Schrift ist eine linksläufige Konsonantenschrift aus 22 Zeichen, deren Reihenfolge das Abdschad übernommen hat und die vom 11. bis 5. Jahrhundert v. Chr. im Libanon, in Palästina und in Syrien verwendet wurde. Mit ihr wurden nicht nur die phönizische Sprache, sondern lange auch die aramäische, hebräische und andere semitische Sprachen geschrieben. Die althebräische Schrift ist eine Variante der phönizischen Schrift.
Die Schrift wurde spätestens im 11. Jahrhundert v. Chr. von den Phöniziern durch Abstrahierung der protosinaitischen Schrift entwickelt. Das älteste Zeugnis ist eine Inschrift auf dem Sarkophag des Ahiram von Byblos im heutigen Libanon (um 1000 v. Chr.). Allerdings muss die Reihenfolge des Alphabets, die die phönizische mit der althebräischen Schrift gemeinsam hat, älter sein, da sie vom ugaritischen Alphabet bereits vorausgesetzt wird. Aus der phönizischen Schrift entstanden die aramäische Schrift, die griechische Schrift, die samaritanische Schrift, die althispanischen Schriften – und über deren Abkömmlinge auch fast alle heutigen alphabetischen Schriften.

## Das phönizische Alphabet als Grundlage späterer Alphabete
| Phönizisch | phönizischer Name | hebräische Quadratschrift | hebräischer Name | Lautwert                               |
| ---------- | ----------------- | ------------------------- | ---------------- | -------------------------------------- |
|            | ʔālep             | א                         | Aleph            | ' – [ʔ], stimmloser Stimmbandschluss   |
|            | Bēt               | ב                         | Beth             | b                                      |
|            | Gīmel             | ג                         | Gimel            | g                                      |
|            | Dālet             | ד                         | Daleth           | d                                      |
|            | Hē                | ה                         | He               | h                                      |
|            | Wāw               | ו                         | Waw              | w – [w]                                |
|            | Zajin             | ז                         | Zajin            | [z] – stimmhaftes s                    |
|            | Ḥēt               | ח                         | Chet             | ch – wahrsch. [χ]                      |
|            | Ṭet               | ט                         | Tet              | t                                      |
|            | Jōd               | י                         | Jod              | j                                      |
|            | Kap               | כ                         | Kaph             | k                                      |
|            | Lāmed             | ל                         | Lamed            | l                                      |
|            | Mēm               | מ                         | Mem              | m                                      |
|            | Nun               | נ                         | Nun              | n                                      |
|            | Sāmek             | ס                         | Samech           | s                                      |
|            | ʕajin             | ע                         | Ajin             | ' – [ʕ], stimmh. Reibelaut des Rachens |
|            | Pē                | פ                         | Pe               | p                                      |
|            | Ṣādē              | צ                         | Tzade            | z [ts]                                 |
|            | Qōp               | ק                         | Koph             | q – Verschlusslaut am Zäpfchen         |
|            | Rēš               | ר                         | Resch            | r                                      |
|            | Šin               | ש                         | Schin            | sch                                    |
|            | Tāw               | ת                         | Taw              | t                                      |

Das phönizische Alphabet (mittlere Säule) ist die Mutter verschiedener heutiger Alphabete. V. l. n. r.: lateinisch, griechisch, phönizisch, hebräisch, arabisch.
Die modernen Äquivalente der phönizischen Buchstaben stehen auf selber Höhe wie die „Originale“ in der mittleren Spalte.
Verwandte Buchstaben sind im gleichen Farbton hinterlegt. Pfeile ordnen Buchstaben ihrem jeweiligen Äquivalent zu.

Das phönizische Alphabet ist die Grundlage des aramäischen Alphabets (welches seinerseits Grundlage des hebräischen, des arabischen, vermutlich auch der verschiedenen indischen Alphabete ist), sowie des griechischen (und damit des lateinischen und des kyrillischen) Alphabets. Erkennbar ist dies auf den ersten Blick durch die beiden gleichen Anfangsbuchstaben, in manchen Alphabeten sind es auch mehr als zwei gleiche Anfangsbuchstaben:
- phönizisches Alphabet: ʼālep, Bēt, Gīmel, Dālet, Hē, …
- aramäisches Alphabet: Aleph, Beth, Gemal, Daleth, He, …
- hebräisches Alphabet: Aleph, Beth, Gimel, Daleth, He, …
- arabisches Alphabet: Alif, Bā', Tā', Thā', Dschīm, …
- griechisches Alphabet: Alpha, Beta, Gamma, Delta, Epsilon …
- lateinisches Alphabet: A, B, C (≈ G), D, E …
- kyrillisches Alphabet: А, Б (≈ B), В (≈ V, W), Г (≈ G), Д, Е …

Das arabische Alphabet (Abdschadiya) der Arabischen Schrift weicht dann aber von der nahezu einheitlichen Reihenfolge ab, da die Buchstaben später nach optischer Ähnlichkeit neu gruppiert wurden. In der älteren Version, dem Abdschad, ist diese Reihenfolge noch erhalten. Auch die indischen Alphabete weichen wegen einer Neugruppierung nach Lautähnlichkeit von der Standardreihenfolge ab.
Ableitungen des phönizischen Alphabets liegen direkt oder zumindest als Inspirationsquelle fast allen heute gebrauchten Schriften der Welt zugrunde, mit Ausnahme der ostasiatischen Schriften (chinesische Schrift und Abkömmlinge, Koreanisches Alphabet).

## Die einzelnen Buchstaben
Die phönizischen Namen der Buchstaben werden häufig durch die fast gleich lautenden hebräischen Namen ersetzt. Die genaue Herkunft der Buchstabenformen ist vielfach ungeklärt oder umstritten sowie teilweise von der Bedeutung späterer hebräischer oder arabischer Wörter mit ähnlicher Lautung beeinflusst.

### ʼālep, Aleph
Aleph ist ein semitischer Guttural, ein Glottisverschluss wie in deutsch bearbeiten zwischen e und a, die hier keinen Diphthong bilden; erst im griechischen Alphabet wurde aus dem Zeichen der Vokal a, Alpha. Der Buchstabe leitet sich von der stilisierten Darstellung eines Stierkopfes (alef = Rind) her. Lateinische Entsprechung: A.

### Bēt, Beth
Beth ist ein Konsonant. Das Wort selbst bedeutet ursprünglich „Haus“, der Buchstabe stilisiert demgemäß den Grundriss eines Hauses. Im Griechischen wurde daraus der Buchstabe Beta. Lateinische Entsprechung: B.

### Gīmel, Gimel
Das Gimel ist ein Konsonant, der sich entweder von der stilisierten Darstellung eines Kamelrückens (gamel = Kamel) oder von einer bumerangartigen Wurfwaffe herleitet. Im Griechischen wurde daraus der Buchstabe Gamma. Lateinische Entsprechungen: C und G.

### Dālet, Daleth
Das Daleth ist ein Konsonant, der sich von der Darstellung einer aufgeklappten Zelttür herleitet. Im Griechischen wurde daraus der Buchstabe Delta. Lateinische Entsprechung: D.

### Hē, He
He ist ein semitischer Guttural, aus dem erst im griechischen Alphabet der Vokal Epsilon wurde. Der Buchstabe leitet sich von der stilisierten Darstellung eines mit erhobenen Händen betenden Menschen her, wie noch heute weithin praktiziert. Möglicherweise stellte er aber auch ein Fenster dar. Lateinische Entsprechung: E.

### Wāw, Waw
Waw ist ein Konsonant, der sich von der Darstellung eines Hakens oder eines Nagels herleitet. Im Griechischen wurden daraus die Buchstaben Digamma und Ypsilon. Lateinische Entsprechungen: F, U, V, W und Y.

### Zayin, Zajin
Zajin ist ein Konsonant, der sich von der stilisierten Darstellung einer Waage oder einer Stichwaffe herleitet. Im Griechischen wurde daraus der Buchstabe Zeta. Lateinische Entsprechung: Z.

### Ḥēt, Chet
Chet ist ein semitischer Guttural. Der Buchstabe leitet sich von der Darstellung einer Mauer oder eines Zaunes bzw. eines eingefriedeten Bereiches wie einem Innenhof her. Manche Quellen nennen auch eine Haarsträhne als möglichen piktographischen Ursprung. Im Griechischen wurde daraus der Buchstabe Eta. Lateinische Entsprechung: H.

### Ṭet, Tet
Tet ist ein Konsonant, der sich vermutlich von der Darstellung einer Garnrolle oder eines Rades herleitet. Im Griechischen wurde daraus der Buchstabe Theta. Keine lateinische Entsprechung.

### Yōd, Jod
Jod ist ein palataler Halbvokal, aus dem erst im griechischen Alphabet der Vokal Iota wurde. Der Buchstabe leitet sich von der Darstellung einer Hand (yod = Hand) samt Arm her. Lateinische Entsprechungen: I und J.

### Kap, Kaph
Kaph ist ein Konsonant, der sich vermutlich von der Darstellung einer geöffneten Hand herleitet. Im Griechischen wurde daraus der Buchstabe Kappa. Lateinische Entsprechung: K.

### Lāmed, Lamed
Lamed ist ein Konsonant, der sich vermutlich von der Darstellung eines Hirtenstabes oder Zepters herleitet. Im Griechischen wurde daraus der Buchstabe Lambda. Lateinische Entsprechung: L.

### Mēm, Mem
Mem ist ein Konsonant, der sich von der Darstellung einer Wasserlinie herleitet. Im Griechischen wurde daraus der Buchstabe My. Lateinische Entsprechung: M.

### Nun
Nun ist ein Konsonant, der sich vermutlich von der Darstellung einer Schlange oder eines aalartigen Fisches herleitet. Im Griechischen wurde daraus der Buchstabe Ny. Lateinische Entsprechung: N.

### Sāmek, Samech
Samech ist ein Konsonant, der sich vermutlich von der Darstellung eines Stützpfeilers oder einer (Wirbel-)Säule herleitet. Im Griechischen wurden daraus die Buchstaben Xi und Chi. Lateinische Entsprechung: X.

### ʻayin, Ajin
Ajin ist ein semitischer Guttural. Das Wort selbst bedeutet ursprünglich „Auge“, der Buchstabe stilisiert demgemäß die Form eines Auges, woraus im griechischen Alphabet die Vokale Omikron und Omega wurden. Lateinische Entsprechung: O.

### Pē, Pe
Pe ist ein Konsonant. Das Wort selbst bedeutet ursprünglich „Mund“, der Buchstabe stilisiert demgemäß die Form eines Mundes, vor allem der Lippen. Im Griechischen wurde daraus der Buchstabe Pi. Lateinische Entsprechung: P.

### Ṣādē, Zade
Zade ist ein Konsonant, der sich von der Darstellung entweder einer Heuschrecke oder einer Pflanze herleitet. Dieser Buchstabe wurde als San vorübergehend in das griechische Alphabet übernommen, aus dem vermutlich das Sampi entstanden ist, das später aber nur noch als Zahlzeichen verwendet wurde. Keine lateinische Entsprechung.

### Qōp, Qoph
Qoph ist ein Konsonant, der sich von der stark stilisierten Darstellung eines sitzenden Affen mit herabhängendem Schwanz oder von einer Nähnadel mit Öhr herleitet. Im Griechischen wurde daraus der Buchstabe Qoppa, der aber nur für seinen Zahlwert 90 beibehalten wurde. Lateinische Entsprechung: Q.

### Rēš, Resch
Resch ist ein Konsonant. Das Wort selbst bedeutet ursprünglich „Kopf“, der Buchstabe stilisiert demgemäß einen Menschenkopf im Profil. Im Griechischen wurde daraus der Buchstabe Rho. Lateinische Entsprechung: R.

### Šin, Schin
Schin ist ein Konsonant. Das Wort selbst bedeutet ursprünglich „Zahn“, der Buchstabe stilisiert demgemäß einen Zahn. Im Griechischen wurde daraus der Buchstabe Sigma. Lateinische Entsprechung: S.

### Tāw; Taw
Taw ist ein Konsonant, dessen schriftliche Form ein kreuzartiges Markierungszeichen ist. Im Griechischen wurde daraus der Buchstabe Tau. Lateinische Entsprechung: T.

## Unicode

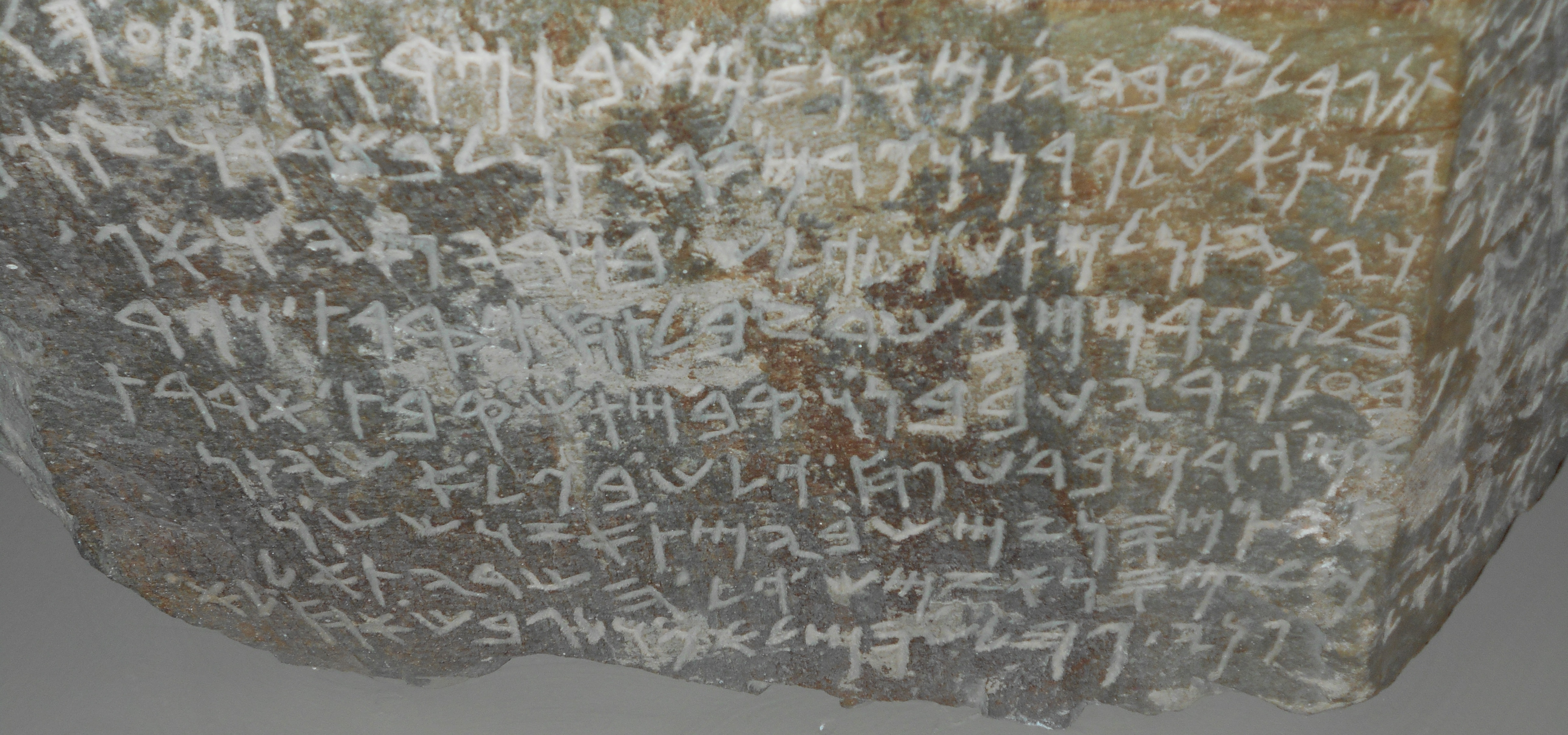
Phönizische Inschrift über eine Landverleihung, Archäologisches Museum von Alanya, Türkei

Das phönizische Alphabet ist im weltweiten Zeichencodierungsstandard Unicode im Bereich U+10900 – U+1091F aufgenommen. Ein alternativer Vorschlag, alle nordwestsemitischen Abdschaden als Fontvarianten des Hebräischen Alphabets zu behandeln, wurde abgelehnt.
Falls der verwendete Browser die benötigte Unicode-Version darstellen kann und eine Schriftart mit Glyphen für die phönizische Schrift installiert ist, werden in der folgenden Tabelle die phönizischen Buchstaben dargestellt und können z. B. in die Zwischenablage kopiert werden:
| Buchstabe               | Zeichen | Unicode-Name                  | Codepoint |
| ----------------------- | ------- | ----------------------------- | --------- |
| ʼālep                   | 𐤀       | PHOENICIAN LETTER ALF         | U+10900   |
| Bēt                     | 𐤁       | PHOENICIAN LETTER BET         | U+10901   |
| Gīmel                   | 𐤂       | PHOENICIAN LETTER GAML        | U+10902   |
| Dālet                   | 𐤃       | PHOENICIAN LETTER DELT        | U+10903   |
| Hē                      | 𐤄       | PHOENICIAN LETTER HE          | U+10904   |
| Wāw                     | 𐤅       | PHOENICIAN LETTER WAU         | U+10905   |
| Zayin                   | 𐤆       | PHOENICIAN LETTER ZAI         | U+10906   |
| Ḥēt                     | 𐤇       | PHOENICIAN LETTER HET         | U+10907   |
| Ṭet                     | 𐤈       | PHOENICIAN LETTER TET         | U+10908   |
| Yōd                     | 𐤉       | PHOENICIAN LETTER YOD         | U+10909   |
| Kap                     | 𐤊       | PHOENICIAN LETTER KAF         | U+1090A   |
| Lāmed                   | 𐤋       | PHOENICIAN LETTER LAMD        | U+1090B   |
| Mēm                     | 𐤌       | PHOENICIAN LETTER MEM         | U+1090C   |
| Nun                     | 𐤍       | PHOENICIAN LETTER NUN         | U+1090D   |
| Sāmek                   | 𐤎       | PHOENICIAN LETTER SEMK        | U+1090E   |
| ʻayin                   | 𐤏       | PHOENICIAN LETTER AIN         | U+1090F   |
| Pē                      | 𐤐       | PHOENICIAN LETTER PE          | U+10910   |
| Ṣādē                    | 𐤑       | PHOENICIAN LETTER SADE        | U+10911   |
| Qōp                     | 𐤒       | PHOENICIAN LETTER QOF         | U+10912   |
| Rēš                     | 𐤓       | PHOENICIAN LETTER ROSH        | U+10913   |
| Šin                     | 𐤔       | PHOENICIAN LETTER SHIN        | U+10914   |
| Tāw                     | 𐤕       | PHOENICIAN LETTER TAU         | U+10915   |
| (1)                     | 𐤖       | PHOENICIAN NUMBER ONE         | U+10916   |
| (10)                    | 𐤗       | PHOENICIAN NUMBER TEN         | U+10917   |
| (20)                    | 𐤘       | PHOENICIAN NUMBER TWENTY      | U+10918   |
| (100)                   | 𐤙       | PHOENICIAN NUMBER ONE HUNDRED | U+10919   |
| (undefinierter Bereich) |         |                               |           |
| (Wortseparator)         | 𐤟       | PHOENICIAN WORD SEPARATOR     | U+1091F   |